# Закон Майло Мерфі (сезон 1)
Перший сезон мультсеріалу «Закон Майла Мерфі» тривав на телеканалі «Disney XD» з 3 жовтня 2016 до 2 грудня 2017 року.
Прем'єрні серії «Going the Extra Milo» і «The Undergrounders» вперше випустили безкоштовно в «ITunes Store» і «Google Play» 23 вересня 2016 року, до офіційної прем'єри на «Disney XD».

## Список серій
| № серії (загалом) | № серії (в сезоні) | Назва серії                                                                               | Режисер(и)                     | Сценарист(и)                                                            | Оригінальна дата показу | Код серії | Глядачів в США (млн) |
| ----------------- | ------------------ | ----------------------------------------------------------------------------------------- | ------------------------------ | ----------------------------------------------------------------------- | ----------------------- | --------- | -------------------- |
| 1                 | 1a                 | «Going the Extra Milo» «Разом із Супер-Майло»                                             | Ден Повенмаєр і Роберт Ф. Г'юз | Ден Повенмаєр і Кайл Менке                                              | 3 жовтня 2016           | 101a      | 0,33                 |
| 1                 | 1b                 | «The Undergrounders» «Підземники»                                                         | Боб Боуен                      | Дані Ветер                                                              | 10 жовтня 2016          | 101b      | 0,26                 |
| 2                 | 2a                 | «Rooting for the Enemy» «Вболіваючи за суперників»                                        | Роберт Ф. Г'юз                 | Скотт Петерсон                                                          | 10 жовтня 2016          | 102a      | 0,26                 |
| 2                 | 2b                 | «Sunny Side Up» «Сонячна сторона»                                                         | Роберт Ф. Г'юз                 | Ден Повенмаєр і Кайл Менке                                              | 3 жовтня 2016           | 102b      | 0,33                 |
| 3                 | 3a                 | «The Doctor Zone Files» «Файли Доктора Зона»                                              | Боб Боуен                      | Джошуа Прует                                                            | 17 жовтня 2016          | 103a      | 0,35                 |
| 3                 | 3b                 | «The Note» «Довідка»                                                                      | Роберт Ф. Г'юз                 | Джим Бернштейн                                                          | 17 жовтня 2016          | 103b      | 0,35                 |
| 4                 | 4a                 | «Party of Peril» «Небезпечна вечірка»                                                     | Боб Боуен                      | Мартін Олсон                                                            | 26 жовтня 2016          | 104a      | 0,8                  |
| 4                 | 4b                 | «Smooth Opera-tor» «Вечір в опері»                                                        | Роберт Ф. Г'юз                 | Дані Ветер                                                              | 26 жовтня 2016          | 104b      | 0,8                  |
| 5                 | 5a                 | «Worked Day» «День професій»                                                              | Роберт Ф. Г'юз                 | Джошуа Прует                                                            | 27 жовтня 2016          | 105a      | 0,97                 |
| 5                 | 5b                 | «The Wilder West» «Дикий Захід»                                                           | Боб Боуен                      | Дані Ветер                                                              | 27 жовтня 2016          | 105b      | 0,97                 |
| 6                 | 6a                 | «Family Vacation» «Сімейна відпустка»                                                     | Боб Боуен                      | Джошуа Прует                                                            | 6 березня 2017          | 106a      | 0,21                 |
| 6                 | 6b                 | «Murphy's Lard» «Жир Мерфі»                                                               | Роберт Ф. Г'юз                 | Мартін Олсон                                                            | 7 березня 2017          | 106b      | 0,17                 |
| 7                 | 7a                 | «Secrets and Pies» «Вечір секретів»                                                       | Роберт Ф. Г'юз                 | Джошуа Прует                                                            | 8 березня 2017          | 107a      | 0,17                 |
| 7                 | 7b                 | «Athledecamathalon» «Атлерозумофон»                                                       | Боб Боуен                      | Джим Бернштейн                                                          | 9 березня 2017          | 107b      | 0,19                 |
| 8                 | 8a                 | «The Substitute» «Заміна»                                                                 | Роберт Ф. Г'юз                 | Джим Бернштейн                                                          | 13 березня 2017         | 108a      | 0,14                 |
| 8                 | 8b                 | «Time Out» «Вихідний»                                                                     | Роберт Ф. Г'юз                 | Скотт Петерсон                                                          | 14 березня 2017         | 108b      | N/A                  |
| 9                 | 9a                 | «We're Going to the Zoo» «Йдемо до зоопарку»                                              | Боб Боуен                      | Мартін Олсон                                                            | 15 березня 2017         | 109a      | 0,18                 |
| 9                 | 9b                 | «School Dance» «Школа танців»                                                             | Боб Боуен                      | Дані Ветер                                                              | 16 березня 2017         | 109b      | N/A                  |
| 10                | 10a                | «Battle of the Bands» «Битва гуртів»                                                      | Боб Боуен                      | Дані Ветер                                                              | 20 березня 2017         | 110a      | N/A                  |
| 10                | 10b                | «The Math Book» «Підручник з математики»                                                  | Боб Боуен                      | Дані Ветер                                                              | 21 березня 2017         | 110b      | N/A                  |
| 11                | 11a                | «The Little Engine That Couldn't» «Машинка, яка не змогла»                                | Роберт Ф. Г'юз                 | Джошуа Прует                                                            | 22 березня 2017         | 111a      | N/A                  |
| 11                | 11b                | «The Llama Incident» «Випадок з ламами»                                                   | Роберт Ф. Г'юз                 | Дані Ветер, Джим Бернштейн і Мартін Олсон                               | 23 березня 2017         | 111b      | 0,18                 |
| 12                | 12                 | «Missing Milo» «Майло загубився»                                                          | Роберт Ф. Г'юз і Боб Боуен     | Скотт Петерсон і Джошуа Прует                                           | 22 липня 2017           | 113—114   | 0,16                 |
| 13                | 13a                | «Star Struck» «У гонитві за зіркою»                                                       | Роберт Ф. Г'юз                 | Джим Бернштейн                                                          | 25 вересня 2017         | 112a      | 0,17                 |
| 13                | 13b                | «Disaster of My Dreams» «Катастрофа з моїх снів»                                          | Боб Боуен                      | Мартін Олсон                                                            | 25 вересня 2017         | 112b      | 0,17                 |
| 14                | 14a                | «A Clockwork Origin» «Винахідник пристроїв»                                               | Боб Боуен                      | Джим Бернштейн                                                          | 26 вересня 2017         | 115a      | N/A                  |
| 14                | 14b                | «Perchance to Sleepwalk» «Трішки сновида»                                                 | Роберт Ф. Г'юз                 | Скотт Петерсон і Мартін Олсон                                           | 26 вересня 2017         | 115b      | N/A                  |
| 15                | 15a                | «Some Like It Yacht» «Усі люблять яхти»                                                   | Роберт Ф. Г'юз                 | Джим Бернштейн                                                          | 27 вересня 2017         | 117a      | 0,14                 |
| 15                | 15b                | «Backward to School Night» «Батьківські збори»                                            | Боб Боуен                      | Джошуа Прует                                                            | 27 вересня 2017         | 117b      | 0,14                 |
| 16                | 16a                | «World Without Milo» «Світ без Майло»                                                     | Роберт Ф. Г'юз                 | Скотт Петерсон                                                          | 28 вересня 2017         | 118a      | N/A                  |
| 16                | 16b                | «The Race» «Марафон»                                                                      | Боб Боуен                      | Дані Ветер                                                              | 28 вересня 2017         | 118b      | N/A                  |
| 17                | 17a                | «Love Toboggan» «Сани кохання»                                                            | Боб Боуен                      | Дані Ветер                                                              | 29 вересня 2017         | 120a      | N/A                  |
| 17                | 17b                | «The Island of Lost Dakotas» «Острів загублених Дакот»                                    | Боб Боуен                      | Джошуа Прует                                                            | 29 вересня 2017         | 120b      | N/A                  |
| 18                | 18                 | «Fungus Among Us» «Ворог серед нас»                                                       | Роберт Ф. Г'юз                 | Скотт Петерсон і Джошуа Прует                                           | 30 вересня 2017         | 121       | N/A                  |
| 19                | 19                 | «Milo Murphy's Halloween Scream-a-Torium!» «Майло Мерфінський Хелловінський Страхо-Торій» | Роберт Ф. Г'юз                 | Дані Ветер, Джим Бернштейн, Мартін Олсон, Скотт Петерсон і Джошуа Прует | 7 жовтня 2017           | 119       | 0,23                 |
| 20                | 20                 | «A Christmas Peril» «Різдвяна небезпека»                                                  | Боб Боуен                      | Дані Ветер і Джошуа Прует                                               | 2 грудня 2017           | 116       | 0,3                  |

## Показ в Україні
В Україні перший сезон мультсеріалу транслюввся на телеканалі ПлюсПлюс з 23 лютого по 15 березня 2019 року.
| №  | Назва епізоду                                | Показ в Україні                                       |
| 1  | Разом із Супер-Майло                         | 23 лютого 2019                                        |
| 1  | Підземники                                   | 23 лютого 2019                                        |
| 2  | Вболіваючи за суперників                     | 24 лютого 2019                                        |
| 2  | Сонячна сторона                              | 24 лютого 2019                                        |
| 3  | Файли Доктора Зона                           | 25 лютого 2019                                        |
| 3  | Довідка                                      | 25 лютого 2019                                        |
| 4  | Небезпечна вечірка                           | 26 лютого 2019                                        |
| 4  | Вечір в опері                                | 26 лютого 2019                                        |
| 5  | День професій                                | 27 лютого 2019                                        |
| 5  | Дикий захід                                  | 27 лютого 2019                                        |
| 6  | Сімейна відпустка                            | 28 лютого 2019                                        |
| 6  | Жир Мерфі                                    | 28 лютого 2019                                        |
| 7  | Вечір секретів                               | 1 березня 2019                                        |
| 7  | Атлерозумофон                                | 1 березня 2019                                        |
| 8  | Заміна                                       | 2 березня 2019                                        |
| 8  | Вихідний                                     | 2 березня 2019                                        |
| 9  | Йдемо до зоопарку                            | 3 березня 2019                                        |
| 9  | Школа танців                                 | 3 березня 2019                                        |
| 10 | Битва гуртів                                 | 4 березня 2019                                        |
| 10 | Підручник з математики                       | 4 березня 2019                                        |
| 11 | Машинка, яка не змогла                       | 5 березня 2019                                        |
| 11 | Випадок з ламами                             | 5 березня 2019                                        |
| 13 | У гонитві за зіркою                          | 6 березня 2019                                        |
| 13 | Катастрофа з моїх снів                       | 6 березня 2019                                        |
| 12 | Майло загубився                              | 7 березня 2019 (1 частина) 8 березня 2019 (2 частина) |
| 14 | Винахідник пристроїв                         | 9 березня 2019                                        |
| 14 | Трішки сновида                               | 9 березня 2019                                        |
| 20 | Різдвяна небезпека                           | 10 березня 2019                                       |
| 15 | Усі люблять яхти                             | 11 березня 2019                                       |
| 15 | Батьківські збори                            | 11 березня 2019                                       |
| 16 | Світ без Майло                               | 12 березня 2019                                       |
| 16 | Марафон                                      | 12 березня 2019                                       |
| 19 | Майло Мерфінський Хелловінський Страхо-Торій | 13 березня 2019                                       |
| 17 | Сани кохання                                 | 14 березня 2019                                       |
| 17 | Острів Загубленних Дакот                     | 14 березня 2019                                       |
| 18 | Ворог серед нас                              | 15 березня 2019                                       |
| -- | -------------------------------------------- | ----------------------------------------------------- |